# Danger Hardcore Team
Pour les articles homonymes, voir aussi DHT. À ne pas confondre avec le duo dance et trance belge DHT, voir DHT (groupe).
Danger Hardcore Team, aussi abrégé DHT, est un groupe belge de techno hardcore et gabber. Le groupe est mieux connu pour sa série de compilations Virus (volumes 1 à 29). De par son acronyme, DHT est souvent confondu avec le groupe de trance homonyme. Malgré sa faible notoriété publique, DHT est particulièrement connu dans la scène underground. DJ Bass (du groupe DHT) était DJ résidant de la salle hardcore du Temple Of House La Bush à Esquelmes (Pecq) et de La Florida à La Glanerie (Rumes), qui se trouvait à côté du Complexe Cap'tain.

## Historique
Le groupe est formé en 1995 par Bas Van Tilburg (DJ Bass), Flor Theeuwes et Jeffrey Vissers. Le groupe lance son propre label, Danger Hardcore Tracks, en 1997 sur lequel ils font paraître leur premier EP, intitulé Alone & Jumpin' Time, la même année. Également producteurs et organisateurs d'évènements, les membres contribuent, en groupe ou en solo, à faire connaître et à populariser la musique gabber à la fin des années 1990 et début des années 2000. En 2003, le groupe joue à un événement organisé par ID&T pour The Dark Raver, aux côtés de pionniers comme Rotterdam Terror Corps ; l'événement est filmé et publié en 2004 en un album live CD-10xDVD intitulé ID&T Presents The Darkraver chez Univeral TV.
Entre 2000 et 2008, le groupe compte un total de 29 compilations estampillées techno hardcore, intitulées Virus. Le premier album est mixé par DJ Bass et présente des transitions entre les pistes, pouvant ainsi s'écouter de façon très fluide. Le deuxième album comprend les titres originaux. Dès Virus 03, chaque compilation comporte une intro et une outro. Les pochettes d'album jouent sur des thèmes sombres, « destroy », des têtes de mort, des effets de lumières vives. Le huitième opus, publié en 2002, atteint la septième place des classements belges pendant sept semaines.
En 2017, le groupe est annoncé au festival « Hardcore Maniacs - Back In Time », qui a lieu le 24 novembre la même année.

## Discographie
- 1997 : Alone[5]
- 1997 : Jumpin' Time
- 1998 : Party Tunes
- 2001 : Alone 2001[9]
- 2001 : Not Invited
- 2002 : True Love
- 2003 : Magic Melody
- 2004 : Jumpin' Time 2004
- 2015 : Uninvited 2015
- 2022 : Jumping Time